# Work It (chanson de Nelly)
Pour les articles homonymes, voir Work It.
Singles de Nelly
Air Force Ones
(2002) Pimp Juice
(2003)
Singles par Justin Timberlake
Cry Me a River
(2002) Rock Your Body
(2003)
Work It est une chanson du rappeur américain Nelly en featuring avec Justin Timberlake extrait de son deuxième album Nellyville sorti en 2002. Le morceau produit par Jason "Jay E" Epperson est sorti en single le 25 février 2003. Le titre sera utilisé plus tard par Scott Storch pour en faire un remix qui sera intégré dans l'album Da Derrty Versions : The Reinventions du rappeur.

## Clip vidéo
Le clip de la chanson montre Nelly et Justin Timberlake visitant la célèbre Playboy Mansion et rencontrant les Playmates.

## Liste des pistes
| 1. | Work It (Radio Edit)           | 4:00 |
| 2. | Work It (Copenhaniacs Remix)   | 3:45 |
| 3. | Work It (Nevins Universal Dub) | 6:33 |
| 4. | Put Your Hands Up              | 5:17 |

| 1. | Work It (Radio Edit)           | 4:00 |
| 2. | Put Your Hands Up              | 5:17 |
| 3. | Air Force Ones                 | 5:04 |
| 4. | Air Force Ones (Video Version) | 5:04 |

| 1. | Work It (DJ Swamp Remix)        | 4:22 |
| 2. | Work It (Nevins Universal Dub)  | 6:33 |
| 3. | Dilemma (G4orce Full Vocal Mix) | 5:57 |